# Синайський Василь Іванович
Васи́ль Іва́нович Сина́йський (25 липня (6 серпня) 1876, с. Лаврово, тепер Мордовського району Тамбовської області, Росія — 21 вересня 1949, Брюссель, Бельгія) — український і російський правник-цивіліст, професор Київського університету (до 1920).
1921-23 керівник комісії для вивчення звичаєвого права УАН і семінару цивільного і народного права, заступник голови Товариства Правників при УАН. 1924 виїхав до Латвії й був проф. Ризького Університету, з 1944 у Бельгії, де й помер у 1950-их pp. Автор праць з аграрної історії Риму, 2-томного підручника з рос. цивільного права тощо. У праці «Древнеримская община в сравнении с казачьей общиной» (1915) вказав на цікаві аналогії між аграрними відносинами у давньому Римі й на Запоріжжі, хоч занадто перебільшував значення цих аналогій.